# Тулоксинская десантная операция
Туло́ксинская деса́нтная опера́ция — десантная операция советской Ладожской военной флотилии, проведённая 23-27 июня 1944 года в ходе Свирско-Петрозаводской наступательной операции во время Великой Отечественной войны.

## Подготовка операции
При планировании Свирско-Петрозаводской операции командующий Карельским фронтом генерал армии К. А. Мерецков принял решение силами Ладожской военной флотилии (командующий контр-адмирал В. С. Чероков) высадить озёрный десант в тыл финских войск в междуречье Видлицы и Тулоксы. Цель десанта — перерезать шоссейную и железную дороги, идущие вдоль берега Ладожского озера к линии фронта по реке Свирь, лишить противника возможности подвода резервов и подвоза боеприпасов. При удачном развитии наступления действия десанта создавали угрозу охвата олонецкой группировки врага, лишали бы финнов удобных путей для эвакуации и возможности занимать промежуточные рубежи обороны.
В десант была выделена 70-я морская стрелковая бригада Карельского фронта (3169 человек, командир подполковник А. В. Блак). В отряд перевозки десанта выделено 4 транспорта, 2 тральщика, 2 шхуны, спасательное судно. В отряд высадочных средств входило 12 катеров типа «КМ», 19 тендеров и 9 мотоботов, в отряд охранения — 6 катеров «морской охотник», 2 торпедных катера, десантное судно ДБ-51 (бывшая немецкая быстроходная десантная баржа, захваченная в 1942 году в бою у острова Сухо), в отряд артиллерийской поддержки — 5 канонерских лодок, 2 бронекатера. Был создан и отряд прикрытия десанта на случай появления финских катеров, в том числе на позиции были заранее выведены обе имевшиеся в ЛадВФ подводные лодки типа «М» (М-96 и М-102).
Всего в операции было задействовано 78 кораблей и катеров (почти весь корабельный состав флотилии).
Командир сил высадки — капитан 1-го ранга Н. И. Мещерский, командир отряда охранения — капитан 1-го ранга В. Н. Лежава, командир отряда охранения — капитан 3-го ранга Н. И. Кирсанов, командир отряда высадочных средств — капитан-лейтенант А. А. Сочинин. Операцией руководил лично командующий флотилией контр-адмирал В. С. Чероков. Он же выбрал конкретный участок для высадки десанта с учётом его удобства для десантирования и слабости береговой обороны противника (тщательная разведка побережья силами флотилии была произведена заранее, в мае—первой половине июня 1944 года).
На завершающем этапе подготовки к операции на командный пункт Ладожской военной флотилии прибыл командующий Балтийским флотом адмирал В. Ф. Трибуц, обеспечивший окончательное согласование вопросов взаимодействия с войсками фронта и принявший непосредственное участие в руководстве высадкой десанта.
Авиационное прикрытие высадки и последующих действий десанта возлагалось на 7-ю воздушную армию и авиацию Балтийского флота (привлекалось три штурмовых полка, два бомбардировочных полка, один истребительный полк, самолёты разведки, всего 237 самолётов). Исходным пунктом десанта была Новая Ладога (65 миль от места высадки).
Данный участок побережья обороняла финская Ладожская бригада береговой обороны, подразделения которой были разбросаны на большом расстоянии. По побережью было установлено проволочное заграждение в 1-2 ряда глубиной, усиленное на десантоопасных участках и в устьях рек. Имелись позиции береговой артиллерии небольших калибров и пулемётные точки. С учётом характера обороны врага предназначенные для операции силы являлись значительными. В положительную сторону необходимо отметить тщательную разведподготовку десанта и проработанную организацию его высадки и дальнейшей поддержки силами флотилии. Каждый из высадившихся батальонов морской пехоты поддерживался артогнём закреплённого за ним отряда кораблей, были выделены корректировщики с радиостанциями, подготовлены дублированные каналы связи. В то же время командир отряда высадки имел свой артиллерийский штаб и мог сосредоточить огонь всех кораблей на любом угрожаемом участке. В ходе боя он неоднократно прибегал к этой возможности.

## Ход операции
23 июня 1944 года в 5 часов корабли отряда артиллерийской поддержки открыли огонь по району высадки, в 5:30 был нанесён авиационный удар. В 5:55 утра корабли первого броска десанта подошли к берегу и под прикрытием дымовой завесы начали высадку, которая поддерживалась огнём канонерских лодок. Было высажено два эшелона десанта с интервалом в 4 часа.
Высадка первого эшелона десанта оказалась неожиданной для врага — при ней потери десантников составили всего 6 раненых: противник открыл беспорядочный огонь, когда высадочные средства уже подошли вплотную к берегу и начали высадку. Воспользовавшись благоприятным развитием ситуации, за день 23 июня флотилия высадила 3667 человек, 30 орудий, 62 миномёта, 72 противотанковых ружья, 108 станковых и ручных пулемётов (танки в состав десанта не выделялись, поскольку корабли Ладожской военной флотилии не могли их принять на борт). Был захвачен плацдарм в 4,5 км по фронту и 2 км в глубину, перерезана дорога Олонец — Питкяранта. Было разбито оказавшееся в районе высадки финское артиллерийское подразделение, захвачены 3 орудия и 10 тягачей и автомашин с боеприпасами, 7 пленных. Финское командование спешно бросило к месту боя дополнительные силы и со второй половины дня 23 июня начало контратаковать десант. Первые атаки врага были беспорядочными и разрозненными, но затем его натиск усилился. Для поддержки десанта авиация совершила за сутки 347 самолёто-вылетов. Ещё утром финская авиация (от 14 до 18 самолётов) пыталась нанести удар по кораблям высадки, но эта попытка отражена зенитным огнём с кораблей и при этом сбит 1 самолёт, противнику удалось добиться одного попадания в десантный корабль, причинив незначительные повреждения (ранено 7 человек, из них 2 — тяжело). Также осколками от близких разрывов был ранен 1 моряк на канонерской лодке. По финским данным, в налёте участвовало всего 5 самолётов, которые якобы потопили 1 транспорт (что является недостоверным докладом) и вызвали пожар на втором транспорте (видимо, имеется в виду повреждённый десантный корабль).
Упорный бой шёл всю вторую половину суток 23 июня и всю ночь. Финские части непрерывно атаковали. К утру 24 июня десант стал испытывать недостаток боеприпасов (несколькими часами ранее прямым попаданием снаряда финнам удалось уничтожить подходившую к плацдарму баржу с боеприпасами). К середине дня возникла кризисная ситуация, тогда как силы врага непрерывно увеличивались — бой вели уже два полка финнов (45-й пехотный полк и 3-й учебный пехотный полк), отдельный резервный батальон, 1 бронепоезд. Воспользовавшись ухудшением погоды (с второй половины дня, из-за чего советская авиация поддержки была вынуждена прекратить полёты к плацдарму) началом шторма противник попытался решительной атакой сбросить десант в озеро. Один раз финнам удалось вклиниться в оборону и вплотную подойти к командному пункту командира бригады, для ликвидации угрозы в бой вступили все находившиеся на командном пункте солдаты и офицеры, а также санитары и легкораненые. Поскольку доставка боеприпасов из Новой Ладоги из-за шторма была затруднена, контр-адмирал Чероков приказал всем прикрывавшим десант с моря кораблям подойти вплотную к берегу и максимально усилить огонь, а также передать на берег часть имеющихся боеприпасов. Кроме того, лётчиками были совершены несколько одиночных вылетов, очень рискованных в ненастную погоду, в которых на плацдарм сброшены контейнеры с боеприпасами.
Понимая, что противник располагает возможностью наращивать свои силы в месте боя, командующий флотилией Чероков решился на высадку второго эшелона десанта (3-я отдельная бригада морской пехоты, командир инженер-капитан 1-го ранга С. А. Гудимов), усиленной гаубичной артиллерийской батареей и зенитным полком, днём 24 июня в условиях штормовой погоды. Это решение себя полностью оправдало. До конца дня было высажено 2443 человека. Общая численность десанта превысила 4900 человек, 115 артиллерийских орудий и миномётов. Обстановка вновь изменилась в пользу советских войск: десант продвинулся вперед и улучшил занимаемые позиции. При очередном налёте советской авиации во второй половине дня была окончательно подавлена наиболее досаждавшая десанту финская артиллерийская батарея в устье Тулоксы.
К вечеру атаки врага выдохлись (всего за первые два дня боя отбито 16 атак противника). Были отражены последние контратаки противника (затем финны вели только артиллерийско-миномётный обстрел плацдарма и отдельными группами пытались переходить в локальные атаки).
Боевые корабли Ладожской флотилии непрерывно находились у побережья и вели огонь по противнику.
В ночь с 24 на 25 июня начался сильный шторм, окончившийся только к концу дня. С улучшением погоды ночью и утром 26 июня на плацдарм высажены остальные части 3-й бригады морской пехоты, артиллерийский и зенитный полки (4907 человек, 59 орудий, 46 миномётов). При высадке этого эшелона десанта прямым попаданием мины была уничтожена буксируемая баржа с боеприпасами. Ввиду успешного развития наступления главных сил Карельского фронта, финское командование 26 июня отказалось от дальнейших атак на плацдарм и сосредоточило свои усилия на эвакуации войск с рубежа реки Свирь. Не имея возможности использовать железную и шоссейную дороги на Питкяранту, отступающие финские войска бросали технику, имущество, запасы снаряжения и отходили по просёлочным дорогам в обход плацдарма.
Вскоре после полуночи 27 июня десант соединился с наступавшими частями 7-й армии, продолжил наступление к северу и в тот же день участвовал в освобождении Видлицы. Канонерские лодки и катера продолжали артиллерийскую поддержку советского наступления.

## Результаты операции
Операция завершилась полным успехом и достигла всех намеченных целей. Она по праву считается одной из наиболее успешных десантных операций советского Военно-Морского флота в войне. Теоретически финское командование могло использовать удалённость десанта от линии фронта (35 километров) и быстро нарастить свои силы в месте боя, но явно запоздало с таким решением. Когда снятые с фронта подразделения прибыли к Тулоксе, десант уже занял и подготовил выгодные позиции. В качестве наиболее крупного недостатка исследователи отмечают отсутствие в оперативной группе командующего операцией офицеров связи от ВВС КБФ и от 7-й воздушной армии, что породило недостаточное взаимодействие войск, флотилии и авиации.
Ладожская военная флотилия, 3-я и 70-я морские стрелковые бригады за эту победу были награждены орденами Красного Знамени. Многие моряки и морские пехотинцы награждены орденами и медалями, четверо морских пехотинцев были удостоены звания Героя Советского Союза (А. И. Мошкин (посмертно), В. С. Кук, Ф. Н. Худанин и В. П. Шаренко).
Потери советских войск в ходе операции составили: в 70-й и 3-й морских стрелковых бригадах — 190 убитых и 346 раненых, по Ладожской военной флотилии — 4 убитых и 30 раненых.
Потери в кораблях в ходе операции составили: 2 сторожевых катера (И-42 и КМ-15) были выброшены штормом на берег 25 июня (после операции сняты и отремонтированы), артиллерийским огнём потоплены 1 мотобот и 1 буксируемая баржа, 5 кораблей повреждены авиацией и артиллерией врага (1 десантный корабль и 4 баржи, все остались в строю и продолжали выполнять боевые задачи до конца операции).
По советским данным, в ходе десантной операции действиями десантников, огнём кораблей и атаками авиации уничтожено до 1300 финских солдат, захвачены 16 пленных, уничтожены 36 артиллерийских батарей и отдельных орудий, 17 миномётных батарей, 15 ДОТов, 56 пулемётных точек, до 50 автомашин, сбито 3 самолёта. Захвачены 6 орудий, 1 танкетка, до 80 пулемётов и 56 единиц стрелкового вооружения.
По утверждению бывшего представителя германского командования при главнокомандующем финской армией фельдмаршале К. Г. Маннергейме генерала пехоты вермахта В. Эрфрута, после высадки десанта и поражения на фронте между Ладожским и Онежским озёрами, Маннергейм снял с должности командира 2-й пехотной дивизии генерала Мартола и командующего 6-м армейским корпусом генерала Блика.

## Память

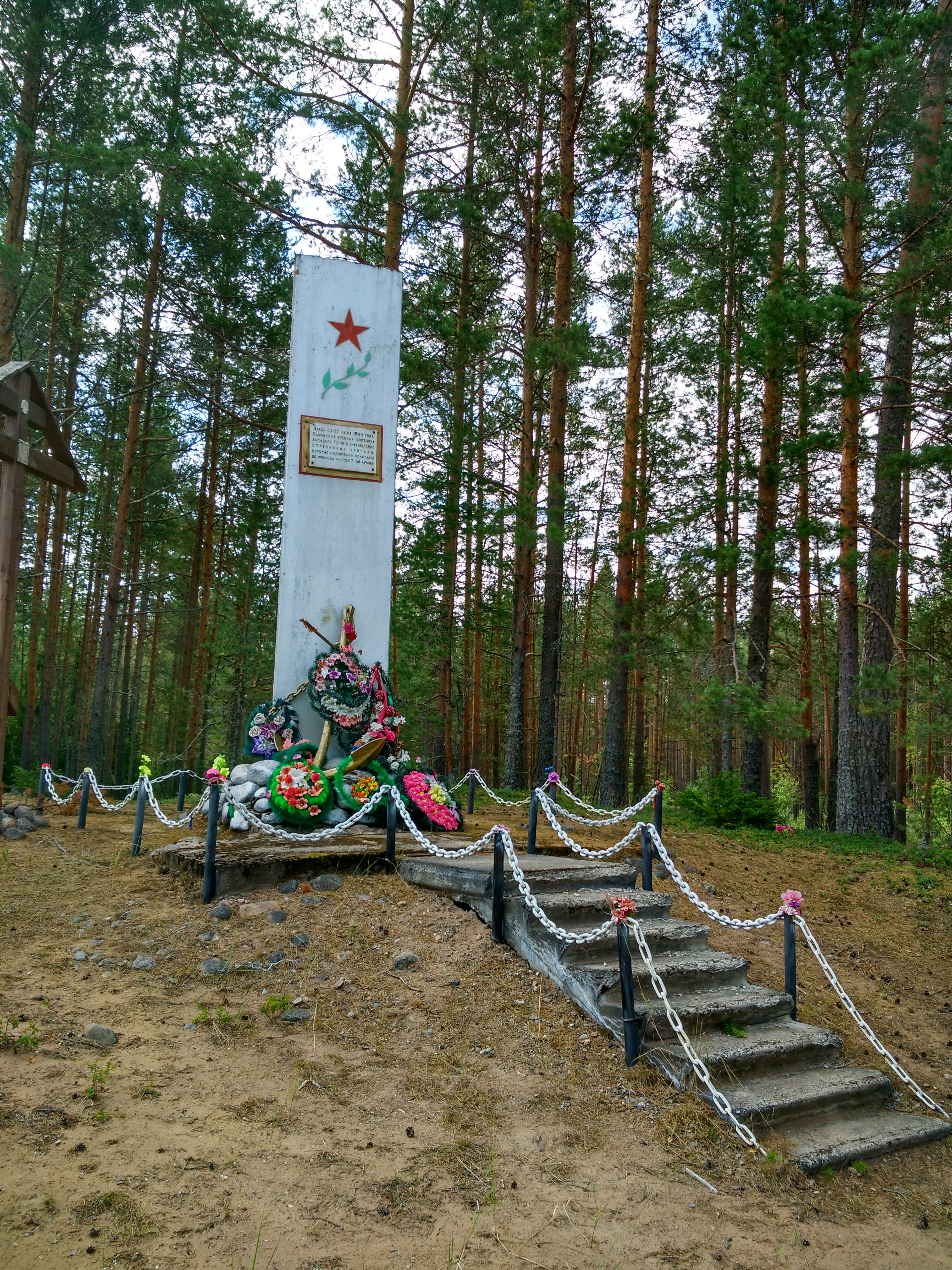
Памятный знак

В окрестностях устья реки Тулокса в 1972 году в месте, где бойцы 70-й бригады перерезали шоссейную и железную дороги Олонец — Сортавала (у желелезнодорожного переезда по дороге в Видлицу), установлен памятный знак в виде прямоугольной бетонной стелы, укреплённой на небольшой платформе из камня. У подножия стелы установлен корабельный якорь. На лицевой стороне стелы находится мемориальная доска из мрамора с надписью:
Здесь 23—27 июня 1944 г. Ладожская военная флотилия высадила 70-ю и 3-ю морские стрелковые бригады, которые удерживали плацдарм до прихода частей 7-й армии.
Место высадки десанта охраняется как памятник истории регионального значения в ранге достопримечательного места.